# S-VHS
S-VHS (Super VHS) foi lançado pela JVC em 1987, sendo o sucessor do VHS, que foi lançado em 1975. Este formato teve certo sucesso no mercado de filmadoras amadoras e profissionais, sendo até mesmo utilizado para a gravação de áudio digital, utilizando neste caso, apenas a fita em si, entretanto, falhou na missão de descontinuar o já antigo VHS e se tornar o formato padrão.

## História
Com o Video Home System (VHS) atingindo os dez anos de lançamento em 1986, começou a ficar óbvio que o formato estava ficando para trás na questão de qualidade de vídeo. Apesar de possuir apenas 240 linhas verticais de resolução, outros formatos (até mesmo o mais velho Betamax tinha 250 linhas de resolução) vinham lançando e trazendo consigo novos avanços tecnológicos, especialmente na questão de resolução, sendo que em 1985 a Sony lançou o Video8, que era uma fita muito menor, mas que conseguia trazer uma resolução próxima a 300 linhas verticais, uma diferença notável entre os dois. Com isso, a JVC decidiu desenvolver um novo formato que teria a missão de substituir o VHS, mas ainda manter compatibilidade, para não prejudicar ou afastar o consumidor da compra do novo formato, pois este não queria possuir dois videocassetes para assistir as suas fitas. Com isso em mente, a JVC começou a trabalhar em um formato que conseguisse se sobressair aos já existentes, e com isso, ter uma qualidade melhor do que as 330 linhas de resolução da transmissão pelo ar em formato NTSC.

## Vantagens e desvantagens do novo formato
O Super VHS trouxe consigo 420 linhas de resolução, que quando comparado com o VHS, de apenas 240 linhas, permitia um salto enorme neste quesito. Um problema que continuou a perseguir este formato, foi o fato que as resoluções de cores ainda eram baixas, e não conseguiam retratar de maneira fiel as imagens originais. Outra coisa que continuou a existir, foi o tracking (é o ajuste entre a velocidade da fita e a leitura do cabeçote em relação as faixas de dados magnéticos gravados, que necessitam ser precisas), que mesmo com a chegada do chamado "digital tracking" (ajuste automático deste), nem sempre funcionava de maneira correta, necessitando um ajuste manual por parte do usuário.
Para ter proveito do S-VHS, era necessário a utilização de fitas próprias do formato. Caso seja inserida uma fita VHS comum, o vídeocassete iria detectar (por meio de um pequeno buraco no canto inferior direito) e mudaria o método de gravação para VHS. Isso ocorria para prevenir que o usuário grave um sinal mais denso em uma fita que possivelmente não tinha a capacidade de reter este fluxo magnético, perdendo-o através de certos períodos. O mesmo ocorria com o Video8 e o Hi8, que quando uma fita Video8 comum era inserida na filmadora Hi8, o método de gravação seria alternado para prevenir a perda de dados.
As fitas gravadas em S-VHS eram incompatíveis com os videocassetes VHS comuns, entretanto, houve certos modelos que possuíam o SQPB, abreviado de S-VHS quasi-playback ou Super Quasi-Play Back, sendo estes capazes de reproduzirem fitas S-VHS, mas não de gravarem nestas.
Para se gravar em máxima qualidade em uma fita S-VHS, era necessário utilizar cabos S-Vídeo (ou Super-Video), que foram criados com o intuito de serem utilizados para a melhor qualidade de vídeo na gravação e reprodução das fitas. O problema é que praticamente todas as televisões do período não possuíam esta entrada, e então era necessário a utilização do cabo de vídeo composto, que diminuía bastante a qualidade do vídeo.
Uma das grandes vantagens dos videocassetes S-VHS era a de que qualquer fita VHS comum poderia ser reproduzida ou gravada, sem a necessidade de ter dois aparelhos, um para cada formato.

## Razões do fracasso
O S-VHS trazia consigo muitos avanços, mas certos detalhes fizeram este ser uma fracasso na tentativa de desbancar o seu irmão mais velho, o VHS. Um dos maiores fatores foi a falta de filmes e fitas pré-gravadas neste formato. Como existiam poucas fitas pré-gravadas, isso forçava o usuário a ter que comprar os filmes, fazendo com que o seu investimento no seu videocassete S-VHS, que já era caro, ficasse ainda mais custoso. Isso acabou por afastar muitos de comprarem o novo formato para o uso no dia-a-dia.
Outra razão foi o fato de que para aproveitar a resolução superior, o consumidor precisava comprar a fitas S-VHS, que eram mais caras que as VHS comuns. A tentativa de gravação S-VHS em uma fita VHS comum trazia vários artefatos, como chuviscos e pontos brancos, sendo então necessário gravar no formato antigo para uma gravação sem problemas. Isso foi reparado nos vídeocassetes que foram lançados por volta de 1990, que vinham com o chamado "Super VHS ET", que conseguia gravar uma imagem de resolução menor do que a do S-VHS, mas muito superior do que a do VHS, em uma fita VHS comum. Isso é algo que os videocassetes deveriam fazer já no lançamento do equipamento, e provavelmente teria chamado muita atenção dos consumidores.
Um grande problema que afastou os usuários de comprar estes equipamentos era o preço, que era muito maior se comparado com os videocassetes VHS na época, e o resultado foi que com muitos esperando o preço destes abaixarem somados ao fato de que não vendiam, o resultado foi que os preços sempre continuavam altos e tudo acabou dando errado.

## Anos de domínio
Com o VHS ainda dominando e continuando a ter sucesso através do período de vendas dos equipamentos S-VHS, e devido a sua pequena adoção no ambiente caseiro, a JVC decidiu continuar a investir no formato dominante, até que o DVD surgiu em 1997, começando o fim de um formato que durou até 2006, com 30 anos de sucesso. 
A JVC tentou continuar o domínio do VHS com o lançamento do D-VHS em 1998, um formato que gravava sinal digital em uma fita S-VHS, e que conseguia trazer vídeos gravados em 1080i já no final dos anos 1990. Acontece que os usuários descobriram a praticidade do DVD, com um acesso mais rápido e também com maior durabilidade/fidelidade, fazendo com que muitos deixassem os formatos baseados em fitas cassetes no início dos anos 2000, marcando o fim da era magnética.